# Campeonato Brasileiro Série A 2012
In 2012 werd de 56ste editie van de Campeonato Brasileiro Série A gespeeld, de hoogste voetbalklasse van Brazilië. De competitie werd gespeeld van 19 mei tot 2 december. Corinthians werd kampioen. 
Aan de competitie namen 20 clubs deel. Zij speelden in één grote groep en speelden een uit- en thuiswedstrijd tegen elk ander team in de competitie. De club met de meeste punten na 38 speelrondes, werd kampioen. Corinthians mocht naar de tweede fase van de Copa Libertadores als titelverdediger en Palmeiras als winnaar van de Copa do Brasil.

## Eindstand
| Plaats | Club                | Wed. | W  | G  | V  | Saldo | Ptn. |
| ------ | ------------------- | ---- | -- | -- | -- | ----- | ---- |
| 1.     | Fluminense          | 38   | 22 | 11 | 5  | 61:33 | 77   |
| 2.     | Atlético Mineiro    | 38   | 20 | 12 | 6  | 64:37 | 72   |
| 3.     | Grêmio              | 38   | 20 | 11 | 7  | 56:33 | 71   |
| 4.     | São Paulo FC        | 38   | 20 | 6  | 12 | 59:37 | 66   |
| 5.     | Vasco da Gama       | 38   | 16 | 10 | 12 | 45:44 | 58   |
| 6.     | SC Corinthians      | 38   | 15 | 12 | 11 | 51:39 | 57   |
| 7.     | Botafogo            | 38   | 15 | 10 | 13 | 60:50 | 55   |
| 8.     | Santos              | 38   | 13 | 14 | 11 | 50:44 | 53   |
| 9.     | Cruzeiro            | 38   | 15 | 7  | 16 | 47:51 | 52   |
| 10.    | Internacional       | 38   | 13 | 13 | 12 | 44:40 | 52   |
| 11.    | Flamengo            | 38   | 12 | 14 | 12 | 39:46 | 50   |
| 12.    | Náutico             | 38   | 14 | 7  | 17 | 44:51 | 49   |
| 13.    | Coritiba            | 38   | 14 | 6  | 18 | 53:60 | 48   |
| 14.    | Ponte Preta         | 38   | 12 | 12 | 14 | 37:44 | 48   |
| 15.    | Bahia               | 38   | 11 | 14 | 13 | 37:41 | 47   |
| 16.    | Portuguesa          | 38   | 10 | 15 | 13 | 39:41 | 45   |
| 17.    | Sport do Recife     | 38   | 10 | 11 | 17 | 39:56 | 41   |
| 18.    | Palmeiras           | 38   | 9  | 7  | 22 | 39:54 | 34   |
| 19.    | Atlético Goianiense | 38   | 7  | 9  | 22 | 37:67 | 30   |
| 20.    | Figueirense         | 38   | 7  | 9  | 22 | 39:72 | 30   |

|  | Landskampioen en gekwalificeerd voor tweede fase Copa Libertadores 2013 |
|  | Gekwalificeerd voor tweede fase Copa Libertadores 2013                  |
|  | Gekwalificeerd voor eerste fase Copa Libertadores 2013                  |
|  | Degradatie naar Série B                                                 |

### Kampioen
| Campeonato Brasileiro Série A 2012 |
| Rio de Janeiro                     |
| ---------------------------------- |
| FLUMINENSE Kampioen (4° titel)     |